# Audrey Tautou
Audrey Tautou  est une actrice, mannequin et photographe française, née le 9 août 1976 à Beaumont dans le Puy-de-Dôme.
Après avoir été révélée par la comédie dramatique Vénus Beauté (Institut) (1999), de Tonie Marshall, l'actrice accède à la célébrité internationale en tenant le rôle-titre du film Le Fabuleux Destin d'Amélie Poulain (2001), sous la direction de Jean-Pierre Jeunet. Par la suite, elle confirme avec des projets d'envergure : le mélodrame Un long dimanche de fiançailles (2004), de nouveau sous la direction de Jeunet ; en incarnant Sophie Neveu dans la super-production hollywoodienne Da Vinci Code (2006), de Ron Howard ; ainsi qu'en portant le biopic Coco avant Chanel (2009), d'Anne Fontaine ou encore Thérèse Desqueyroux (2012), de Claude Miller.
Audrey Tautou travaille pour plusieurs cinéastes français : Cédric Klapisch pour la trilogie de L'Auberge Espagnole (2002-2013), Pierre Salvadori pour les comédies Hors de prix (2006), De vrais mensonges (2010) et En liberté ! (2018) ou encore Michel Gondry pour L'Écume des jours (2013) et Microbe et Gasoil (2015). L'actrice tient aussi les premiers rôles féminins de Dirty Pretty Things (2002), de Stephen Frears, Ensemble, c'est tout (2007), de Claude Berri et de La Délicatesse (2011), de Stéphane et David Foenkinos.
Depuis 2015, elle se tient en retrait et se fait discrète. Elle apparaît toutefois dans des films comme le biopic L'Odyssée, de Jérôme Salle, où elle incarne Simone Cousteau ; la comédie indépendante Ouvert la nuit, réalisée par Édouard Baer ou encore la comédie familiale Santa et Cie, d'Alain Chabat puis dans un contre emploi burlesque, dans le film réalisé par John Turturro intitulé The Jesus Rolls en 2019, inspiré de celui de Bertrand Blier, Les Valseuses de 1974.
Au cours de sa carrière, elle remporte ou est nommée pour diverses récompenses et distinctions : César, Prix Lumières, BAFTA, Prix du cinéma européen et au Festival de Cannes. Elle est l'une des rares actrices françaises à rejoindre l'Académie des arts et des sciences du cinéma (AMPAS) en juin 2004. Par ailleurs, Audrey Tautou a été l'égérie de plusieurs marques telles que Chanel, Montblanc et L'Oréal.

## Biographie

### Jeunesse et formation
Audrey Justine Tautou est née d'un père dentiste, Bernard Tautou, et d'une mère médecin, Évelyne Tautou, ancienne adjointe au maire de Montluçon, devenue conseillère municipale puis vice-présidente de l'agglomération de Montluçon, chargée de la culture ainsi que PDG du centre des Congrès et de la Culture Athanor. Sa famille maternelle est originaire de l'Allier, tandis que sa famille paternelle vient de la Corrèze. Audrey Tautou aurait été prénommée ainsi en hommage à Audrey Hepburn (cf. En aparté, saison 2005-2006). Elle passe son enfance et son adolescence à Montluçon avec ses deux sœurs et son frère.
On lui prête une vocation de primatologue, durant sa jeunesse au collège. Elle décroche un baccalauréat scientifique avec la mention « bien » au lycée Madame de Staël à Montluçon. Parallèlement à ses études supérieures (DEUG de lettres modernes à l'Institut catholique de Paris), elle suit une formation au Cours Florent. Elle intègre la classe libre de l'École de théâtre un an après son arrivée.

### Débuts et révélation (années 1990)

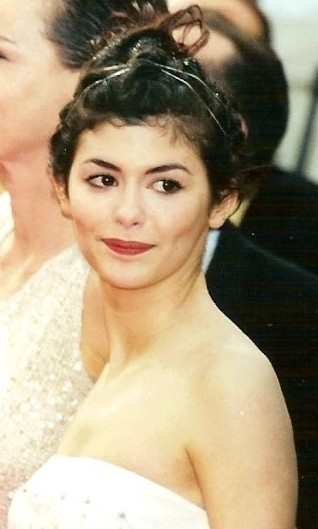
Audrey Tautou au festival de Cannes 1999, l'année de la révélation par son rôle dans Vénus Beauté (Institut).

Après quelques apparitions dans des téléfilms et des courts métrages, Audrey Tautou décroche son premier rôle important au cinéma à 22 ans dans le film de Tonie Marshall, Vénus Beauté (Institut). Sa prestation lui vaudra la reconnaissance de la profession, puisqu'elle remporte le César du meilleur espoir féminin 2000.
Sa carrière prend définitivement son envol lorsqu'elle incarne Amélie Poulain, l'héroïne du film de Jean-Pierre Jeunet Le Fabuleux Destin d'Amélie Poulain (2001). Le succès international du film, la fraîcheur candide du personnage d'Amélie, sa pétulance et sa « beauté fragile » vont révéler Audrey Tautou au niveau mondial.

### Confirmation internationale (années 2000)
Audrey Tautou est courtisée par des réalisateurs étrangers et tourne ainsi coup sur coup avec Stephen Frears et Amos Kollek, mais elle revient en France l'année suivante, à l'affiche de deux films français : elle est en effet à l'affiche des films choraux : Les Marins perdus de Claire Devers et Pas sur la bouche d'Alain Resnais.
En 2004, sort sa seconde collaboration avec Jean-Pierre Jeunet, la superproduction Un long dimanche de fiançailles, adaptation ambitieuse et internationale de l'œuvre éponyme de Sébastien Japrisot.
L'année d'après, elle retrouve Cédric Klapisch pour l'attendu Les Poupées russes, un autre projet international très bien accueilli par la critique et le public. Puis c'est en 2006, avec Da Vinci Code, adaptation du roman de Dan Brown signé Ron Howard, qu'elle s'aventure pour la première fois dans une production américaine : elle y incarne l'agent Sophie Neveu, aux côtés du héros incarné par Tom Hanks.
En France, elle enchaîne des projets légers : elle est dirigée par Pierre Salvadori dans les comédies romantiques Hors de prix et De vrais mensonges, qui sortent en 2006.
En 2007, elle partage l'affiche du drame social Ensemble, c'est tout avec Guillaume Canet. C'est Claude Berri qui signe cette adaptation cinéma du best-seller d'Anna Gavalda.
L'année 2009 l'associe médiatiquement à l'image de Chanel. Au cinéma, elle tient le rôle-titre du biopic Coco avant Chanel d'Anne Fontaine. Parallèlement, elle devient l'image du célèbre parfum No 5 dans un film de 2 min 25 s réalisé par Jean-Pierre Jeunet et une campagne photo signée Dominique Issermann.
En 2010, elle se lance sur les planches, où elle joue dans sa première pièce de théâtre, Une maison de poupée. Celle-ci est écrite par Henrik Ibsen, mise en scène par Michel Fau et jouée au théâtre de la Madeleine. En parallèle, elle tourne dans le clip de Charlie Winston I Love Your Smile.

### Diversification et seconds rôles (années 2010)

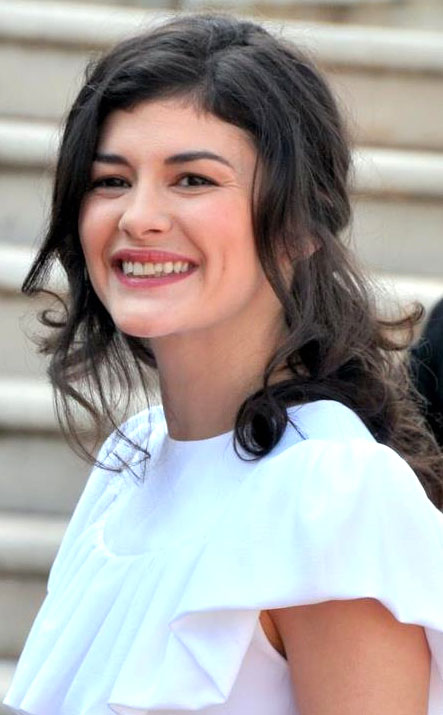
Audrey Tautou au Festival de Cannes 2012.

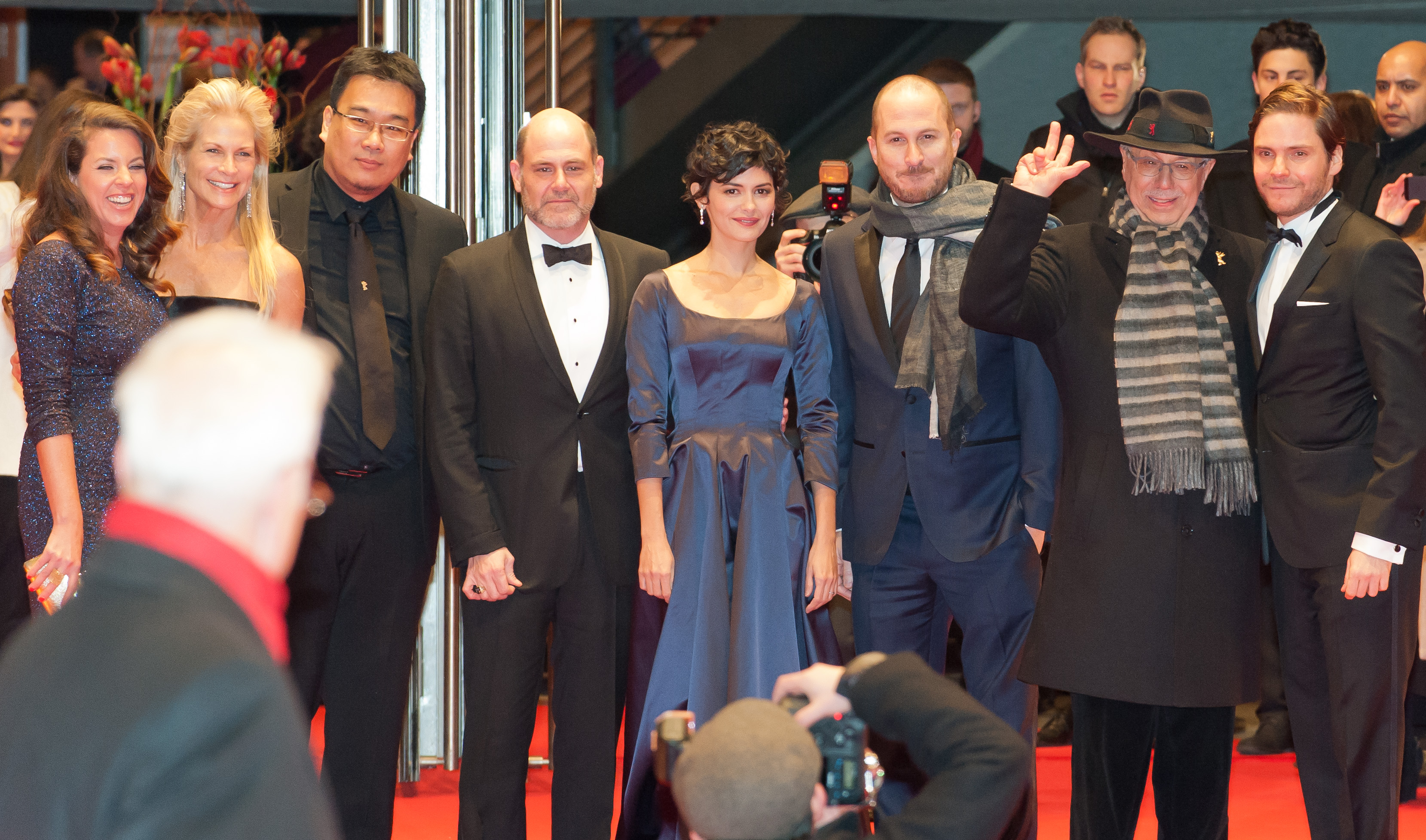
L'actrice (centre) avec les autres jurés de la Berlinale 2015.

Audrey Tautou réinvestit en 2011 pour La Délicatesse, de Stéphane et David Foenkinos.
En 2011, elle se contente d'un second rôle dans le drame Des vents contraires, seconde réalisation de Jalil Lespert, portée par Benoît Magimel.
Le 10 août 2011, le journal britannique The Daily Telegraph rapporte d'ailleurs qu'elle compte quitter le cinéma prochainement, pour se consacrer à d'autres activités,. Propos démentis deux jours plus tard, via le site du Journal du dimanche, par le réalisateur Pierre Salvadori qui indique avoir été joint par l'actrice.
En 2012, elle défend le rôle-titre de Thérèse Desqueyroux, film mis en scène par Claude Miller.
L'année 2013 marque son retour à de grosses productions, chaque fois aux côtés de Romain Duris : tout d'abord en jouant le premier rôle féminin de L'Écume des jours, de Michel Gondry ; puis en retrouvant la bande de Cédric Klapisch, pour Casse-tête chinois, qui conclut la trilogie amorcée en 2002. Deux jolis succès qui connaissent une carrière internationale.
Parallèlement, elle est la maîtresse de cérémonie du Festival de Cannes 2013 (66e édition), succédant ainsi à l'actrice Bérénice Bejo.
Par la suite, elle accepte de ne plus être la tête d'affiche mais s'aventure dans des genres différents.
En 2015, elle tient un rôle secondaire dans le film d'aventures pour enfants Microbe et Gasoil, de Michel Gondry, puis joue dans le mélodrame Éternité, de Trần Anh Hùng, aux côtés de deux autres actrices françaises connues internationalement, Mélanie Laurent et Bérénice Bejo.
En février de cette même année, elle fait partie des membres du jury des longs métrages lors du 65e Festival de Berlin, présidé par Darren Aronofsky.
En 2016 elle renoue avec le biopic pour L'Odyssée, écrit et réalisé par Jérôme Salle, pour lequel elle prête ses traits à Simone Cousteau. Puis elle seconde des stars de la comédie hexagonale : Édouard Baer pour la comédie indépendante Ouvert la nuit et Alain Chabat pour la comédie familiale Santa et Cie.
En 2018, elle retrouve Pierre Salvadori pour un second rôle dans En liberté !. Elle figure aussi au casting international de The Jesus Rolls, remake signé John Turturro du classique français Les Valseuses.

### Vie privée

#### Relations
Audrey Tautou est, jusqu'en décembre 2008, la compagne de l'auteur, compositeur et interprète de rock et de pop Matthieu Chedid connu sous le pseudonyme M.
En février 2019, elle adopte, seule, une petite fille vietnamienne,.

#### Revenus
En 2008, Audrey Tautou est l'une des artistes françaises les mieux rémunérées, avec des cachets d'un montant supérieur à un million d'euros par film.
En 2010, elle touche un cachet de 1,5 million d'euros pour Coco avant Chanel.

## Filmographie

### Cinéma
- 1998 : Casting : Archi-dégueulasse de Lyèce Boukhitine (court-métrage) : comédienne 1 (Talents Cannes 1998)
- 1998 : La Vieille Barrière de Lyèce Boukhitine (court-métrage) : la jeune fille du quartier
- 1999 : Vénus Beauté (Institut) de Tonie Marshall : Marie
- 1999 : Triste à mourir d'Alexandre Billon (court-métrage) : Caro
- 1999 : Voyous, voyelles de Serge Meynard : Anne-Sophie
- 2000 : Épouse-moi d'Harriet Marin : Marie-Ange
- 2000 : Le Libertin de Gabriel Aghion : Julie d'Holbach
- 2000 : Le Battement d'ailes du papillon de Laurent Firode : Irène
- 2001 : Le Fabuleux Destin d'Amélie Poulain de Jean-Pierre Jeunet : Amélie Poulain
- 2001 : Dieu est grand, je suis toute petite de Pascale Bailly : Michèle
- 2001 : À la folie... pas du tout de Lætitia Colombani : Angélique
- 2002 : L'Auberge espagnole de Cédric Klapisch : Martine
- 2002 : Dirty Pretty Things de Stephen Frears : Senay Gelik
- 2002 : Happy End d'Amos Kollek : Val
- 2003 : Les Marins perdus de Claire Devers : Lalla
- 2003 : Pas sur la bouche d'Alain Resnais : Huguette Verberie
- 2004 : Un long dimanche de fiançailles de Jean-Pierre Jeunet : Mathilde
- 2005 : Les Poupées russes de Cédric Klapisch : Martine
- 2006 : Da Vinci Code de Ron Howard : agent Sophie Neveu
- 2006 : Hors de prix de Pierre Salvadori : Irène
- 2007 : Ensemble, c'est tout de Claude Berri : Camille
- 2009 : Coco avant Chanel d'Anne Fontaine : Gabrielle Chanel
- 2010 : De vrais mensonges de Pierre Salvadori : Émilie
- 2011 : Des vents contraires de Jalil Lespert : Sarah
- 2011 : La Délicatesse de Stéphane et David Foenkinos : Natalie
- 2012 : Thérèse Desqueyroux de Claude Miller : Thérèse Desqueyroux
- 2013 : L'Écume des jours de Michel Gondry : Chloé
- 2013 : Casse-tête chinois de Cédric Klapisch : Martine[11]
- 2015 : Microbe et Gasoil de Michel Gondry : Marie-Christine Guéret
- 2016 : Éternité de Trần Anh Hùng : Valentine
- 2016 : L'Odyssée de Jérôme Salle : Simone Cousteau
- 2016 : Ouvert la nuit d'Édouard Baer : Nawel
- 2017 : Santa et Cie d'Alain Chabat : Wanda
- 2018 : En liberté ! de Pierre Salvadori : Agnès
- 2019 : The Jesus Rolls de John Turturro : Marie

### Télévision
- 1996 : Cœur de cible de Laurent Heynemann
- 1996 : Les Cordier, juge et flic (épisode : Quatrième saison : Le Crime d'à côté) de Paul Planchon : Léa
- 1997 : La vérité est un vilain défaut de Jean-Paul Salomé : la standardiste
- 1998 : Julie Lescaut (épisode : Septième saison : Bal masqué) de Gilles Béhat : Tracy
- 1998 : Chaos technique de Laurent Zerah : Lisa
- 1998 : Bébés boum de Marc Angelo : Elsa
- 1999 : Le Boiteux (épisode Baby blues) de Paule Zajdermann : Blandine Piancet

### Clip
- 2010 : I Love Your Smile de Charlie Winston

### Création de voix
- 2015 : Phantom Boy d'Alain Gagnol et Jean-Loup Felicioli : Mary Delauney
- 2016 : Deux escargots s'en vont de Jean-Pierre Jeunet[18] (court métrage)
- 2023 : Nina et le Secret du hérisson d'Alain Gagnol et Jean-Loup Felicioli : Camille

## Théâtre
- 2010-2011 : Maison de poupée d'Henrik Ibsen, mise en scène, Michel Fau, Théâtre de la Madeleine et en tournée : Nora[19]
- 2024 : Charlotte de David Foenkinos, mise en scène Jérémie Lippmann, La Seine musicale : narratrice

## Photographie
L'actrice prend l'habitude pendant plusieurs années de prendre des photographies au quotidien, dont de nombreux autoportraits, notamment chez elle ou sur des plateaux de tournage quasiment dès ses débuts au cinéma. Elle dévoile pour la première fois cette activité personnelle en 2017 avec une exposition de ses photographies aux Rencontres de la photographie d'Arles. Elle présente sa collection photographique intitulée Superfacial sous la forme un livre paru en novembre 2024 et sous la forme d'une nouvelle exposition au Quai de la Photo à Paris à l'été 2025.

## Ouvrages
- Audrey Tautou, Superfacial, Fisheye, 3 décembre 2024, 232 p. (ISBN 9791097326265)[21]

## Distinctions

### Décorations
- Chevalière de la Légion d'honneur (2017)[22]
- Commandeure de l'ordre des Arts et des Lettres (2018)[23] ; officier (2013)[24]

### Honneurs
En plus de ces distinctions officielles, Audrey Tautou a également obtenu des récompenses décernées par les professionnels ou les critiques du cinéma, notamment à la suite du succès international de Le Fabuleux Destin d'Amélie Poulain, avec d'autres interprétations saluées comme celles dans Un long dimanche de fiançailles ou Coco avant Chanel , l'actrice cumule 1 César (sur 4 nominations), 2 nominations aux BAFTA, 2 Prix Lumières (sur 3 nominations) et 2 nominations aux Prix du cinéma européen.
| Pays / Région | Cérémonie                                       | Catégorie                               | Année |
| France        | Canal+                                          | Lauréate de l'opération Jeunes Premiers | 1998  |
| France        | Festival du film de Cannes                      | Talents Cannes                          | 1998  |
| France        | Société des auteurs et compositeurs dramatiques | Prix Suzanne-Bianchetti                 | 2000  |
| Allemagne     | Prix de Gaulle-Adenauer                         | Meilleure actrice française             | 2005  |
| Turquie       | Festival international du film d'Antalya        | Orange d'or honorifique (tr)            | 2016  |

### Récompenses et nominations
| Année | Cérémonie                                       | Catégorie                                | Œuvre                               | Résultat   |
| ----- | ----------------------------------------------- | ---------------------------------------- | ----------------------------------- | ---------- |
| 2000  | 5e cérémonie des Lumières                       | Meilleur espoir féminin                  | Vénus Beauté (Institut)             | Lauréat    |
| 2000  | Festival du film de Cabourg                     | Swann d'or                               | Vénus Beauté (Institut)             | Lauréat    |
| 2000  | Festival du jeune comédien de cinéma de Béziers | Meilleure jeune comédienne               | Vénus Beauté (Institut)             | Lauréat    |
| 2000  | 25e cérémonie des César                         | Meilleur espoir féminin                  | Vénus Beauté (Institut)             | Lauréat    |
| 2001  | Prix du cinéma européen                         | Meilleure actrice                        | Le Fabuleux Destin d'Amélie Poulain | Nomination |
| 2001  | Festival de Cannes 2001                         | Trophée Chopard à la Révélation féminine | Le Fabuleux Destin d'Amélie Poulain | Lauréat    |
| 2002  | 7e cérémonie des Lumières                       | Meilleure actrice                        | Le Fabuleux Destin d'Amélie Poulain | Lauréat    |
| 2002  | 55e cérémonie des British Academy Film Awards   | Meilleure actrice                        | Le Fabuleux Destin d'Amélie Poulain | Nomination |
| 2002  | 27e cérémonie des César                         | Meilleure actrice                        | Le Fabuleux Destin d'Amélie Poulain | Nomination |
| 2005  | 30e cérémonie des César                         | Meilleure actrice                        | Un long dimanche de fiançailles     | Nomination |
| 2005  | Prix du cinéma européen                         | Meilleure actrice                        | Un long dimanche de fiançailles     | Nomination |
| 2007  | NRJ Ciné Awards                                 | Meilleur baiser partagé avec Gad Elmaleh | Hors de prix                        | Lauréat    |
| 2007  | NRJ Ciné Awards                                 | La Frenchie de l'année                   | Hors de prix                        | Nomination |
| 2007  | Prix RAIMU                                      | Meilleure comédienne                     | Ensemble, c'est tout                | Nomination |
| 2010  | 35e cérémonie des César                         | Meilleure actrice                        | Coco avant Chanel                   | Nomination |
| 2010  | 63e cérémonie des British Academy Film Awards   | Meilleure actrice                        | Coco avant Chanel                   | Nomination |
| 2010  | 15e cérémonie des Lumières                      | Meilleure actrice                        | Coco avant Chanel                   | Nomination |
| 2016  | Globes de cristal                               | Meilleure actrice                        | L'Odyssée                           | Nomination |
| 2019  | 44e cérémonie des César                         | Meilleure actrice dans un second rôle    | En liberté !                        | Nomination |